# Drogo (filho de Carlomano)
Drogo († apr. 753), é um filho de Carlomano, prefeito do palácio da Austrásia. Ele era prefeito do palácio da Austrásia de 747 a 753.
Já era maior em 747, quando seu pai abandona a mordomia do palácio de Austrásia, e se retira para a abadia de Mont-Cassin. Ao contrário da crença popular, ele sucedeu a seu pai e exerce o seu cargo de prefeito do palácio da Austrásia, como fica claro a partir de uma carta de São Bonifácio de Mayence, que datam de 748. Parece, que em 753 seu tio Pepino, o Breve conseguiu retirar-lhe o poder e confiná-lo a um mosteiro, onde este morreu logo depois.